# Southern Region (Malawi)
Die Southern Region von Malawi ist mit einer Ausdehnung von 31.753 km² und mit knapp 5,9 Mill. Einwohnern flächenmäßig die zweitgrößte, aber an Einwohnern gemessen die größte der drei Verwaltungsgliederungen, die zwischen dem Staat auf der obersten Ebene und den jeweiligen Distrikten auf der darunter liegenden Ebene angesiedelt sind. Jede Region wird durch einen Regional Administrator vertreten. Die Verwaltungshauptstadt der Southern Region ist Blantyre, mit 661.444 Einwohnern die zweitgrößte des Landes.

## Geographie
Die Southern Region wird im Westen, Süden und Osten von Mosambik umschlossen. Im Norden grenzt die Central Region und der südliche Ausläufer des Malawisees an.
Es gibt fünf agrarökologische Regionen in Malawi, von denen sich zwei ganz und eine zum Teil in der Southern Region befinden. Die Shire Highlands mit ihren mittleren Höhenlagen zwischen Blantyre und Zomba und die Lower Shire, die sich südwestlich von Blantyre als die niedrigste Ebene von Malawi entlang des Shire Rivers erstreckt, gehören zur Southern Region. Die agrarökologische Region, die nur zum Teil zur Southern Region gehört, ist die Seeuferregion des Malawisees, die sich in Nordsüdausdehnung über alle drei Regionen Malawis erstreckt.

## Distrikte
Die Southern Region wurde in dreizehn Distrikte unterteilt, die von Nord nach Süd gelisteten aus
- Mangochi mit 803.602 Einwohnern,
- Balaka mit 316.748 Einwohnern,
- Machinga mit 488.996 Einwohnern,
- Neno mit 108.897 Einwohnern,
- Mwanza mit 94.476 Einwohnern,
- Blantyre mit 338.047 Einwohnern,
- Zomba mit 583.167 Einwohnern,
- Chiradzulu mit 290.946 Einwohnern,
- Phalombe mit 313.227 Einwohnern,
- Mulanje mit 525.429 Einwohnern,
- Chikwawa mit 438.895 Einwohnern,
- Thyolo mit 587.455 Einwohnern und
- Nsanje mit 238.089 Einwohnern bestehen.[1]

Die beiden größten Städte in der Southern Region sind Blantyre, gefolgt von Zomba mit 87.366 Einwohnern. Die Distrikte werden von einem District Development Committee (DDC) unter Vorsitz eines District Commissioner geführt. Die politische Willensbildung findet dezentralisiert in diesen Distrikten und in den größeren Städten in sogenannten Town- bzw. City-Assemblies statt, nicht aber auf der Regionalebene.

## Bevölkerung
Die beim Census von 2008 ermittelten 5.876.784 Einwohner der Southern Region stellen 45 % der Gesamtbevölkerung Malawis dar. Die Region hat mit durchschnittlich 185 Einwohner pro km² die höchste Bevölkerungsdichte des Landes als Region. 48,4 % sind männlichen und 51,6 % weiblichen Geschlechts, aber nur 47,8 % der Bevölkerung ist 18 Jahre und älter. Die hohe Anzahl von Kindern an der Gesamtbevölkerung kommt einerseits durch den hohen Bevölkerungsanstieg von 26,8 % in den Jahren von 1998 bis 2008 und wird anderseits aber auch durch die hohe Sterberate durch HIV/AIDS in der erwachsenen Bevölkerung hervorgerufen. Nur 47,3 % der Frauen und 50,6 % der Männer verfügen derzeit über ausreichendes Wissen über HIV-Prävention.
53,9 % der Kinder bis zu 17 Jahre leben mit beiden Elternteilen zusammen. 20,3 % leben nicht bei ihren biologischen Eltern und 15,3 % sind Waisen, die einen Elternteil oder beide Eltern verloren haben.
Die Amtssprachen in der Region sind Englisch und Chichewa.

## Wirtschaft
Die landwirtschaftliche Produktion im Süden des Landes ist von Baumwolle und Tabak geprägt. In den Distrikten Chikwawa und Nsanje des Lower Shire Valley wird bevorzugt von Kleinbauern die Baumwolle angebaut. Es wird geschätzt, dass die Baumwollproduktion auf einer Fläche von knapp über 60.000 ha etwa 120.000 Haushalten ein Einkommen sichert. Malawi exportiert bis zu 98 % der Baumwolle in einer vorverarbeiteten Rohform. Lediglich eine Baumwollspinnerei mit geringer Kapazität verarbeitet den Rohstoff weiter. Die Regierung versucht derzeit mehr Investoren für die Baumwollveredelung nach Malawi zu holen.
Der Tabakanbau stellt für Malawi nach wie vor die größte Einnahmequelle dar. 2006 lebten etwa 375.000 Kleinbauer vom Tabakanbau und decken damit 68 % des Exporteinkommens des Landes ab. Obwohl Tabak im gesamten Land angebaut wird, konzentrierte sich doch Anbau und Verarbeitung in den letzten Jahren mehr und mehr in der Central Region. In der Southern Region wird Tabak vorzugsweise östlich von Blantyre, im Mulanje Distrikt angebaut. Um Blantyre herum und im Machinga Distrikt schaut man vermehrt auf Erdnussplantagen.
In den letzten Jahren wird Malawi international mehr und mehr für Bergbau-Konzerne interessant. Seit 2008 untersucht ein französisches Unternehmen die Chenkumbi Hills im Distrikt Machinga auf ausbeutbare Kalksteinvorkommen. Im Phalombe Distrikt hat man dagegen Phosphat gefunden. Mit dem Rohstoff schätzt man die Preise für Düngemittel im Land um etwa 33 % reduzieren zu können.
Eines der vielversprechendsten Projekte zur Energiegewinnung könnte in den nächsten Jahren die recht einfache Herstellung von Treibstoff aus dem Öl der Jatropha-Bäume sein. In den letzten zwei Jahren wurden hierzu über zwei Millionen Bäume angepflanzt. Um die Abhängigkeit vom Ölimport zu reduzieren, produziert Malawi seit 1982 Ethanol aus Zucker selbst. Die Produktion von 11,8 Mill. Liter pro Jahr verteilen sich auf die beiden Produktionsstandorte in Chikwawa, im Süden des Landes und in der Nähe von Dwangwa, im Nkhotakota-Distrikt in der Northern Region.
Ein für Malawi bedeutendes, aber nicht unumstrittenes Infrastrukturprojekt ist der Shire-Zambezi Waterway. Er soll den Shire River von der Stadt Nsanje aus bis zum Sambesi schiffbar machen und über den Sambesi durch Mosambik hindurch Malawi einen Zugang zum Indischen Ozean verschaffen. Das 650 Mill. Euro teure Projekt wurde 2005 über das Entwicklungsprogramm New Partnership for African Development (NEPAD) von der Afrikanischen Union empfohlen. Kritiker halten das Projekt, abgesehen von den technischen Problemstellungen, für zu teuer und empfehlen den Ausbau der Bahnlinien von Malawi nach Nacala oder Beira in Mosambik.